# فندق‌شکن خالدار

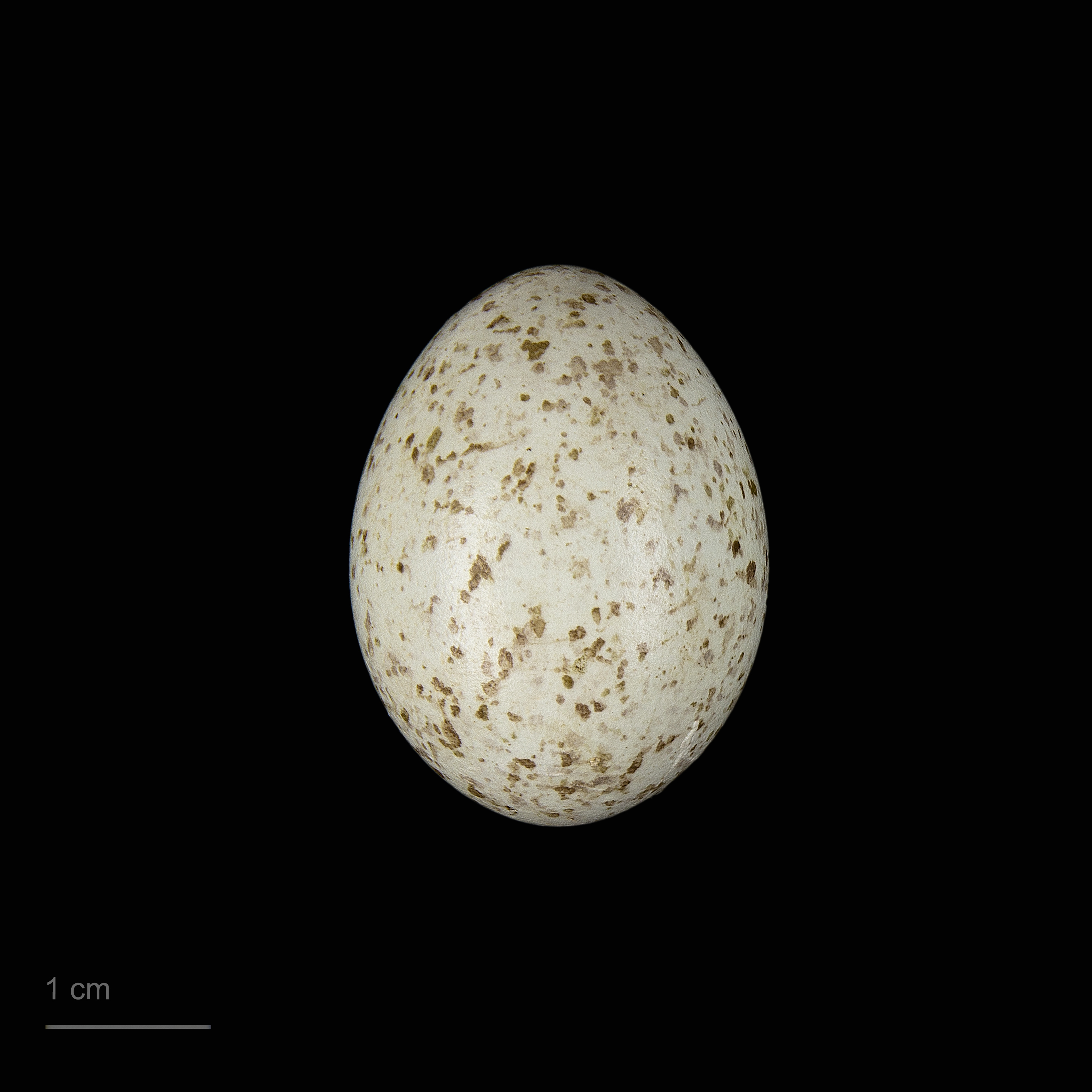
Nucifraga caryocatactes caryocatactes

فندق‌شکن خالدار یا زاغ خالدار (نام علمی: Nucifraga caryocatactes) پرنده‌ای از خانواده کلاغان و کمی بزرگ‌تر از جیجاق است البته نوکی بسیار بزرگ‌تر دارد و بدون تاجی و سری به رنگ قهوه‌ای شکلاتی با خال‌های سفید و بدون تاج متمایز می‌شود. بال‌ها و دم فوقانی تقریباً سیاه و سفید با براق به رنگ آبی مایل به سبز است. از سرده فندق‌شکنان گونه دیگری نیز وجود دارد که به آن فندق‌شکن کلارک می‌گویند و در غرب آمریکای شمالی بیشتر یافت می‌شود.